# Campo de Cariñena
Campo de Cariñena är en slätt i Spanien.   Den ligger i provinsen Provincia de Zaragoza och regionen Aragonien, i den nordöstra delen av landet, 230 km nordost om huvudstaden Madrid.